# أناتولي بوزاتش
أناتولي بوزاتش (مواليد 3 يونيو 1941) هو لاعب كرة قدم. لعب مع منتخب الاتحاد السوفيتي لكرة القدم. سبق له أن لعب في كأس العالم لكرة القدم مع منتخب بلاده.

## روابط خارجية
- أناتولي بوزاتش على موقع قاعدة بيانات كرة القدم.إي يو (الإنجليزية)
- أناتولي بوزاتش على موقع ناشيونال فوتبول تيمز (الإنجليزية)

قالب:تشكيلة الاتحاد السوفيتي في كأس العالم 1970